# People Who Died
„People Who Died“ je píseň amerického básníka a zpěváka Jima Carrolla. Původně vyšla v roce 1980 na jeho prvním albu nazvaném Catholic Boy. Autor se v textu písně zabývá přáteli, kteří zemřeli (například kvůli sebevraždám či drogám). Píseň byla použita například ve filmu E.T. - Mimozemšťan režiséra Stevena Spielberga. Coververzi této písně hrála při svých koncertech například skupina Drive-By Truckers (rovněž vyšla na albu Alabama Ass Whuppin'). Velšský hudebník John Cale nahrál svou verzi písně pro španělské filmové drama Antártida (rovněž ji vydal na soundtrackovém albu téhož názvu).